# Молчанова-Хомзе, Екатерина Николаевна
Екатерина Николаевна Хомзе, урожденная Молчанова, псевдонимы — Барон Олшеври, Б. Олшеври, Ек. Т. Рина (7 [19] октября 1861, Кяхта, Иркутская губерния, Российская империя — 12 [25] августа 1916, Москва, Московская губерния, Российская империя) — русская писательница, автор произведений в жанре готической литературы (роман, рассказы), научно-просветительских сказок и мемуарной прозы.

## Биография
Родилась 7 [19] октября 1861 года в Кяхте в семье купца-миллионера Николая Лукича Молчанова (1829—1904), чаеторговца и владельца золотого прииска. В 1880 году вышла замуж за Альберта Александровича Хомзе (1852—1912), обрусевшего потомка немецкого баронского рода. Семья перебралась в Санкт-Петербург. В браке родилось семеро детей. В начале 1910-х годов, после расставания с мужем и переезда в Москву, будучи практически прикована болезнью к инвалидному креслу, начала сочинять роман, фантастические рассказы, научно-просветительские сказки о живой природе (для внука Вальтера) и автобиографическую прозу. Также сохранился текст сатирической песенки о китайском мандарине авторства Екатерины Хомзе. Роман под названием «Вампиры. Из семейной хроники графов Дракула-Карди» был создан в жанре готической литературы и опубликован в Москве в 1912 году под псевдонимом «Барон Олшеври». Псевдоним, учитывая привычное в те времена сокращение до первой буквы титула «барон», представляет собой игру слов и расшифровывается как «больше ври» («Б. Олшеври»). Вампиризм в романе представлен следствием богоотступничества и действия языческой стихии, побеждаемой христианскими молитвами. «Вампиры» задумывались их создательницей как предыстория «Дракулы» Брэма Стокера (1847-1912). Роман и фантастические рассказы автор посвятила младшей дочери, Екатерине Альбертовне Хомзе (Е. А. Х.). Писательница скончалась в Москве 12 [25] августа 1916 года и была похоронена на Лазаревском кладбище (закрыто в 1934 году и окончательно ликвидировано в послевоенное время). Следующая публикация «Вампиров» состоялась только в 1990 году, и с тех пор роман неоднократно переиздавался. В 2024 году вместе с очередным, тщательно подготовленным по тексту первоисточника, изданием романа были впервые опубликованы фантастические рассказы Екатерины Хомзе, и впервые читатель получил возможность ознакомиться с биографией автора, изложенной во вступительной статье Дмитрия Кобозева «У всякого барона своя фантазия...».